# Aleksandra Biriukowa
Aleksandra Pawłowna Biriukowa (ros. Алекса́ндра Па́вловна Бирюко́ва, ur. 25 lutego 1929 we wsi Russkaja Żurawka w obwodzie woroneskim, zm. 20 lutego 2008 w Moskwie) – radziecka działaczka związkowa, partyjna i państwowa, wicepremier ZSRR (1988-1990).

## Życiorys
W latach 1947–1952 studiowała w Moskiewskim Instytucie Tekstylnym, później pracowała w moskiewskiej fabryce, gdzie w latach 1954-1959 była zastępcą kierownika i kierownikiem oddziału. Od 1956 należała do KPZR, od 1959 pracowała w Sownarchozie Moskiewskiego Miejskiego Ekonomicznego Rejonu Administracyjnego jako główny specjalista oddziału technicznego, a od 1961 szef oddziału technicznego tego Sownarchozu. W latach 1963–1968 główny inżynier moskiewskiego kombinatu bawełnianego. Od października 1968 do maja 1985 sekretarz Wszechzwiązkowej Centralnej Rady Związków Zawodowych, od maja 1985 zastępca przewodniczącego tej rady, w latach 1971-1976 zastępca członka, a później (1976-1990) członek KC KPZR. Od 6 marca 1986 do 30 września 1988 sekretarz KC KPZR, od 30 września 1986 do 14 lipca 1990 zastępca członka Biura Politycznego KC KPZR, od października 1988 do września 1990 zastępca przewodniczącego Rady Ministrów ZSRR - przewodnicząca Biura Rady Ministrów ZSRR ds. rozwoju społecznego, od września 1990 na emeryturze. Deputowana do Rady Najwyższej ZSRR XI kadencji. Odznaczona Orderem Rewolucji Październikowej i dwoma Orderami Czerwonego Sztandaru Pracy.